# Mark Braverman (mathématicien)
Pour les articles homonymes, voir Mark Braverman.
Mark Braverman, né en 1984 à Perm en Russie, est un informaticien et mathématicien israélien.

## Biographie
Mark Braverman, né en 1984 à Perm en Russie. Il obtient un Ph.D. à l'université de Toronto en 2008 sous la direction de Stephen Cook (titre de la thèse : « Computability and Complexity of Julia Sets »). Il est ensuite postdoc à Microsoft Research, et professeur assistant au département de mathématiques et informatique à l’université de Toronto. Depuis 2011, il est professeur à l'université de Princeton depuis 2011 et travaille en informatique théorique.

## Travaux
Braverman travaille en théorie de la complexité, algorithmique, théorie des jeux, apprentissage automatique et applications de l'informatique en santé et en médecine. Il a établi de nouveaux liens entre la théorie de l'information et la théorie de la complexité, étudiant les effets du bruit dans divers contextes informatiques et étudiant comment de meilleurs algorithmes peuvent mener à une meilleure conception des mécanismes, particulièrement dans le contexte des soins de santé.
Braverman a travaillé sur les notions de calculabilité et de complexité impliquant à la fois des systèmes continus et discrets. En particulier, dans un travail avec Michael Yampolsky,
, il a utilisé des techniques d'analyse et de dynamique pour classer les ensembles de Julia selon leur calculabilité et leur complexité. Pour les problèmes discrets, Braverman a utilisé la théorie de l'information de Shannon pour étudier la capacité de programmes linéaires à approximer les problèmes NP-complets. Il a également prouvé la conjecture de Linial-Nisan, et réfuté, avec des collaborateurs, une vieille conjecture de Krivine concernant la constante de Grothendieck,.
Braverman est auteur avec Michael Yampolsky, d'une monographie Computability of Julia Sets

## Prix et récompenses
- Prix Stephen-Smale en 2014, « pour ses travaux pionniers sur les fondements des mathématiques computationnelles »[7].
- Prix de la Société mathématique européenne en 2016[11].
- Prix Presburger en 2016[12].
- IMU Abacus Médaille en 2022 (auparavant Nevanlinna Prize).